# Refugio San Nicolás
El refugio San Nicolás es un refugio antártico ubicado en la costa norte de la entrada al canal Príncipe Gustavo, sobre la península Trinidad, en el extremo norte de la península Antártica. Administrado por el Ejército Argentino, fue inaugurado el 12 de septiembre de 1963. La Dirección Nacional del Antártico reporta que el refugio se encuentra inhabilitado.
Es uno de los 18 refugios que se hallan bajo responsabilidad de la base Esperanza, que se encarga de las tareas de mantenimiento y cuidado.
El transporte de materiales para la construcción del refugio estuvo conformado por perros polares argentinos, siendo encabezado por uno llamado Poncho.